# Avagrunn
Avagrunn est une île de la Suède située en mer Baltique.

## Description
Il s'agit d'un îlot inhabité situé dans le nord-est de l'île de Gotland ; elle se trouve à quelques centaines de mètres de l'île de Fårö.
L'élément -grunn vient probablement du vieux norrois grunnr, « bas, peu profond, sol ».
L'îlot d'Askugrunn est situé à environ quatre kilomètres à l'ouest-sud-ouest d'Avagrunn.